# Ярмоленко, Анатолий Иванович
Анатолий Иванович Ярмо́ленко (бел. Анатоль Ярмоленка, род. 15 ноября 1947, Казатин, Винницкая область) — советский и белорусский певец, солист Гомельской областной филармонии (1969—1990). 
С 1972 года — солист ВИА «Сябры». C 1981 года — руководитель ансамбля «Сябры» при Белорусской государственной ордена Трудового Красного Знамени филармонии. Народный артист Республики Беларусь (1993).

## Биография
Как музыкант начинал свою деятельность в Ансамбле песни и пляски Дома офицеров Бакинского военного округа ПВО (1967—1969). В 1969 году Анатолий Ярмоленко был принят солистом-вокалистом в Гомельскую областную филармонию, работал в эстрадных коллективах «Сувенир» и «Песни над Сожем», а с сентября 1972 года — солист эстрадного коллектива «Сябры».
Выпускник музыкального училища имени Соколовского (Гомель).
Творчество Ярмоленко неразрывно с творчеством ансамбля «Сябры». Началом творческой биографии «Сябров» принято считать 1974 год, когда ансамбль был представлен на конкурсе артистов эстрады в Минске, где Ярмоленко как солист был удостоен звания Дипломанта Первого республиканского конкурса артистов эстрады.
Возглавил «Сябры» после ухода из них Валентина Бадьярова. По воспоминаниям солиста Виталия Червонного, также вскоре ушедшего из «Сябров», А. Ярмоленко стал делать акцент на собственных песнях, и «Сябры» постепенно стали аккомпанирующим ансамблем одного солиста.
В 1985 году художественному руководителю ансамбля «Сябры» Анатолию Ярмоленко было присвоено звание «Заслуженный артист БССР». А. Ярмоленко в составе ансамбля «Сябры» принимал участие в многочисленных фестивалях: «Белые ночи» (Ленинград, 1975), «Киевская весна» (Киев, 1974—1975, 1981—1995); «Крымские зори», «Славянский базар в Витебске» и многих других; Днях культуры Белоруссии в Москве, Таллине, Ташкенте, Киеве, Риге, Петербурге, Алма-Ате и др. Анатолий Ярмоленко, как один из солистов ансамбля «Сябры», частый гость популярных музыкально-развлекательных программ и телевизионных конкурсов центрального телевидения «Шире круг», «Песня года», «Утренняя почта», «С песней по жизни», «Славянский базар» и др.
Анатолий Ярмоленко с песнями «Алеся», «Печки-лавочки», «Шумите берёзы», «Праздники», неоднократно выходит в финал популярнейшего телевизионного конкурса «Песня года» (1981—2014). Ярмоленко — исполнитель таких популярных песен, как «Глухариная заря», «У криницы», «Калинушка», «Гуляць дык гуляць», «Каханая», «Пейте пиво, мужики», «Полька белорусская», «Переживём», «Наши песни!»
Председатель жюри Славянского базара.

## Семья
Жена Раиса (1950-2021),  сын Святослав, дочь Ольга (Алеся)(род. 1976 год). Внуки Макар (род. в июне 2016), Анатоль  (род. в декабре 1999 года), Ульяна (род. в июле 1997 года)

## Дискография
Дискография Анатолия Ярмоленко как солиста ансамбля «Сябры»:
Винил:
- 1978 — Сябры — Всем На Планете
- 1979 — Сябры — Ты — Одна Любовь
- 1982 — Сябры — Живая Вода
- 1984 — Сябры — Шумите берёзы
- 1985 — Сябры — Спасибо судьбе
- 1986 — Сябры — Далёкий свет

CD:
- 1995 — Сябры — Песни Олега Иванова
- 1995 — Сябры — The Best
- 2000 — Алеся
- 2000 — От Алеси до Алеси
- 2000 — Наши песни
- 2001 — Валерий Рязанов — Сябры — Оглянись
- 2001 — Сябры (серия «Звёзды эстрады»)
- 2001 — Ваши самые любимые песни
- 2002 — Сябры — (серия «Имена на все времена»)
- 2003 — Живи и здравствуй
- 2004 — Сябры (серия «Grand Collection»)
- 2005 — Сябры (серия «Grand Collection» DVD)
- 2006 — Сябры — Путь к звезде (DVD)
- 2008 — Произведения Игоря Лученка в исполнении ансамбля «Сябры»
- 2009 — Сябры — От Алеси до Алеси
- 2010 — «Сваяк» Анатоль Ярмоленко и Сябры

## Награды и звания
- Заслуженный артист Белорусской ССР (1985).
- Народный артист Беларуси (29 декабря 1993 года) — за заслуги в развитии и пропаганде белорусского музыкального искусства, высокое исполнительское мастерство[7].
- Заслуженный деятель искусств Автономной Республики Крым (5 сентября 2000 года, Автономная Республика Крым, Украина) — за значительный вклад  в развитие культуры и искусства братских славянских народов Украины, России и Республики Беларусь, высокое профессиональное мастерство и в связи с проведением X Международного фестиваля искусств «Песни моря — 2000»[8].
- Орден Франциска Скорины (10 апреля 2006 года) — за значительный личный вклад в развитие национальной культуры, сохранение и пропаганду лучших музыкальных традиций[9].
- Медаль Франциска Скорины (10 ноября 1997 года) — за активную пропаганду национального музыкального искусства[10].
- Орден Дружбы (11 марта 2008 года, Россия) — за большой вклад в сближение и взаимообогащение культур наций и народностей, развитие культурного сотрудничества в рамках Союзного государства[11].
- Благодарность Министра культуры Российской Федерации (1 марта 2004 года) — за большой вклад в развитие российско-белорусских культурных связей[12].
- Премия Президента Республики Беларусь «Через искусство — к миру и взаимопониманию» (2022).
- Премия Союзного государства в области литературы и искусства (2016)[13].
- Национальная премия «Имперская культура» имени Эдуарда Володина (2021)[14].
- Музыкальная национальная премия в области патриотического воспитания «Голос Отечества» (2008).
- Министерство культуры Республики Беларусь наградило Анатолия Ярмоленко и всех участников ансамбля Сябры почётными знаками «За вклад в развитие культуры Беларуси».
- Анатолий Ярмоленко и артисты ансамбля «Сябры» решением Правления Благотворительного Фонда Святителя Николая Чудотворца награждены Орденом Святителя Николая, Архиепископа Мирликийского, Чудотворца, во внимание к делам милосердия и благотворительной деятельности.
- Почётный гражданин Минска (2007).
- Лауреат I премии ФСБ России за многолетнюю творческую деятельность по духовно-нравственному и патриотическому воспитанию граждан (2015).
- Межгосударственная премия СНГ «Звёзды Содружества» (2011)[15].
- Почётный гражданин города Гомеля (16 сентября 2023 года, Гомель)[16][17].
- Имя занесено на городскую Доску почёта (Гомель).